# Houssine Kharja
Houssine Kharja (n. 9 noiembrie 1982), este un fotbalist profesionist retras din activitate, care a jucat în România la FC Steaua București și la echipa națională a Marocului ca mijlocaș. Născut în Franța, el a petrecut cea mai mare parte a carierei sale în Italia, începând de la Sporting, acumulând meciuri în Serie A având 117 jocuri și 13 goluri la Ternana. El a mai trecut pe la AS Roma, Internazionale Milano și Fiorentina și alte cluburi.

## Statistici Carieră (În toate competițiile)
| Ani(Sezon)     | Club                             | Meciuri | Goluri |
| -------------- | -------------------------------- | ------- | ------ |
| 2000-2001      | Sporting CP                      | 0       | 0      |
| 2001-2007      | Ternana                          | 122     | 10     |
| 2005-2006      | AS Roma(împrumut)                | 25      | 1      |
| 2007-2008      | Piacenza                         | 17      | 2      |
| 2008-2009      | Siena(împrumut)                  | 53      | 9      |
| 2009-2011      | Genoa                            | 26      | 5      |
| 2011           | Internazionale Milano (împrumut) | 19      | 1      |
| 2011-2012      | Fiorentina                       | 21      | 0      |
| 2012-2013      | Al-Arabi                         | 19      | 2      |
| 2014-2015      | Sochaux                          | 22      | 1      |
| 2015-2016      | Steaua București                 | 8       | 0      |
| Carieră Totală | 2000-2016                        | 332     | 31     |